# 名古屋競輪場
名古屋競輪場（なごやけいりんじょう）は愛知県名古屋市中村区にある競輪場。施設所有および主催は名古屋競輪組合（愛知県と名古屋市による一部事務組合）。競技実施はJKA中日本地区本部中部支部。

## 概要
名古屋競輪場は1949年に開設された。当初は中日球場にて組立バンクによる競輪開催（西宮競輪と同じ手法）する構想があったものの、名古屋市財政局からの強い要望があり、最終的には別個に新規で競輪場を建設することになり、現在地の名古屋市が土地を所有する中村公園北側に造成された。
2024年に正門が解体されたため、現在は北入場門が実質の正門となっている（後述）。入場料は無料（改札機が置かれているが、カバーが掛けられ稼働はしていない）。このほか、早朝外向前売発売所が2コーナー側に設けられている。
特別競輪（GI） は、オールスター競輪が1958年・1961年・1963年・1992年・2005年・2019年・2020年に、全日本選抜競輪が2000年に、日本選手権競輪が1950年・2011年・2014年・2016年・2025年に、高松宮記念杯競輪が2016年に、それぞれ開催されている。また、GIIである共同通信社杯競輪が1996年・2012年・2022年に開催されている。
記念競輪（GIII） は「金鯱賞争奪戦」として行われるのが恒例となっており、近年まで10月に開催されていたが、最近は3月に時期が移動され、2025年は「金鯱賞争奪戦 名古屋グランパスカップ」として行われた。またS級シリーズとして現役時代は日本選手権競輪とオールスター競輪を制し、世界選手権にも出場したことがある高橋健二を称え、『高橋健二杯・メダリストカップ』が開催されている。
トータリゼータシステムは富士通フロンテックを採用しており、2008年7月9日からは重勝式車券にあたるKドリームスの発売が行われるようになった。なお、2021年度より株式会社JPFによる開催事務の包括委託が行われる事になった。
マスコットキャラクターはコアラの「くるくる」。
2004年4月から2015年3月まではCS放送のスポーツ専門チャンネルのEXスポーツにおいて「ケイリンライブ!」（2012年9月までの番組名は「ケイリンライブ!282（ツーパーツー）」）の放送を行っていたが、番組終了に伴い同年4月からはSPEEDチャンネルでの放送に変更になっている。
2016年3月、第69回日本選手権競輪の際に、地元大須のアイドルグループOS☆Uによる名古屋競輪場イメージソング「キミはHERO」が発表されたが、現在は使われていない。
ミッドナイト競輪は当初は他場で借り上げにて開催してきたが、2019年11月5日の開催より自場で開催している。また、2022年2月25日よりモーニング競輪も開始している。なお、当初ナイター競輪は実施していなかったが、同年8月27日より実施されている。

### 場内改修
2024年まで2センター側にあった正門とスタンドが解体され、その跡地にBMXコースが造成され、2025年夏より「名古屋競輪場BMXレースコース」がオープン予定である。なお、新たに設けられたBMXレースコースの入場ゲートから敷地外周沿いに通路・階段が整備されており、ここを通れば競輪場3コーナー付近の通路にアクセスが可能で、これが旧正門からのルートの代替となっている。

## バンク
400mを使用している（マッコーネル曲線）。バンクを建設する際に、走りやすくスピードが出しやすい様に設計された。その結果、追い込みに有利な短過ぎない直線、自力選手有利な角度を大きくとったカントを持っており、どの戦法の選手にも戦いやすいと言われているが、どちらかと言うと「余程遅く無ければ、どこから仕掛けても前団を捕まえられる」と捲り選手に有利なようである。
なお、2005年春に2コーナー付近のスタンドを取り壊し、バック側まで芝生席を造ったため、そこから吹き込む風の影響がある。また2015年にはバンク内の池を撤去してフィールドを造成している。
敢闘門はバンクの内側にあり、選手は隧道で入退場する。
大画面映像装置は2コーナー側建物上部に設置されている。

## ギャラリー

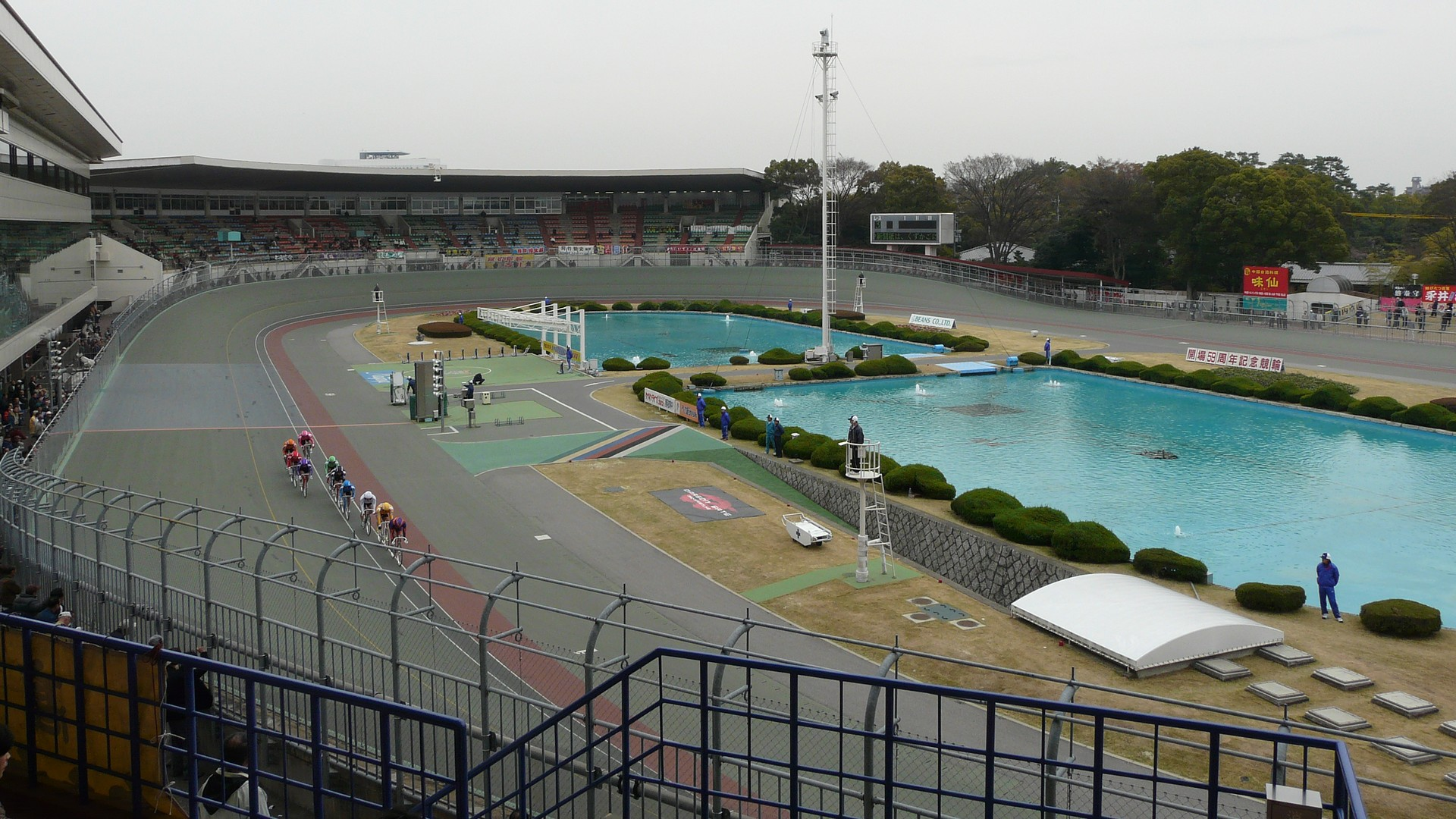
バンク（2009年当時。現在はバンク内に池はない）
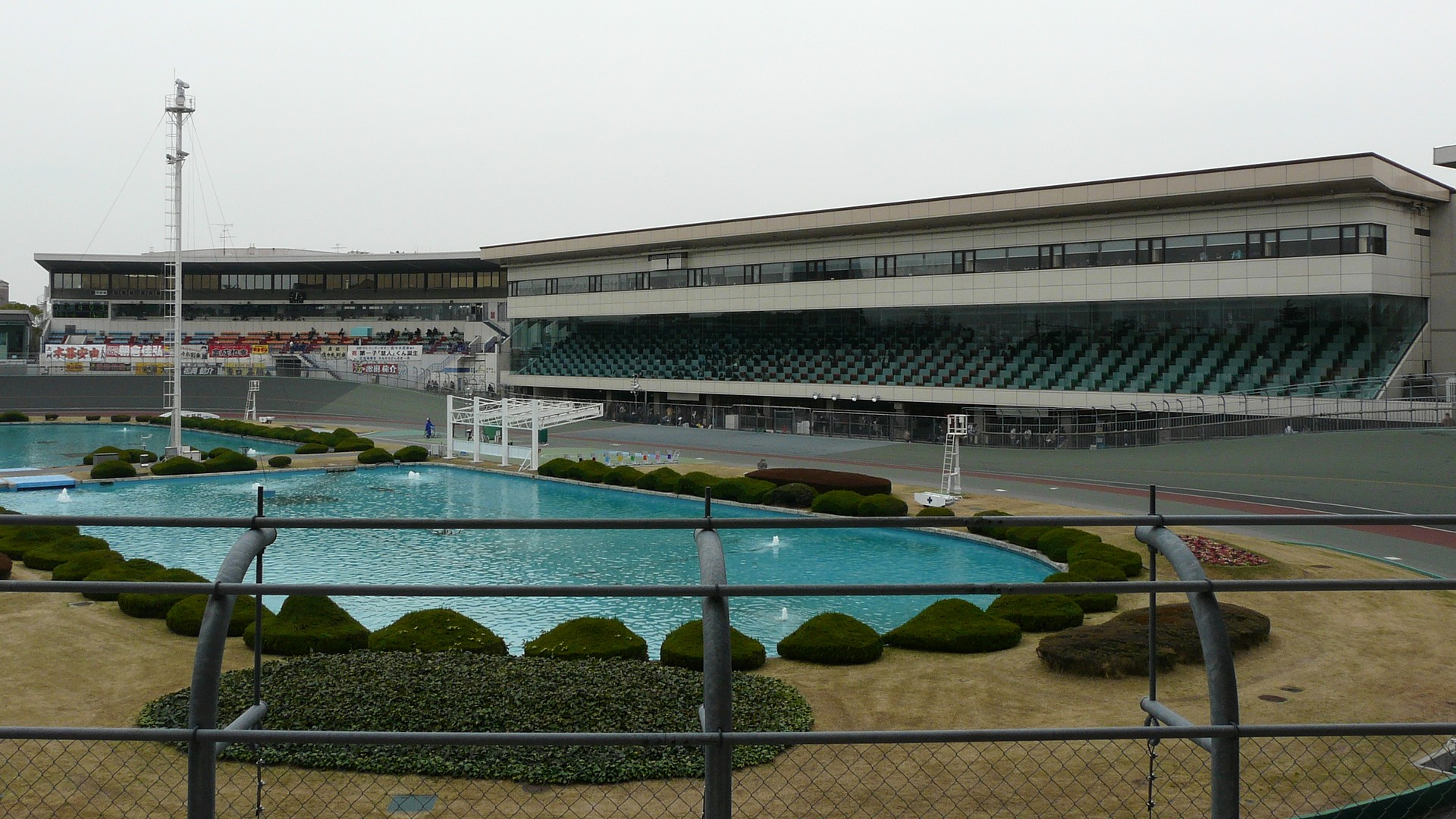
観客席（2009年当時。現在はバンク内に池はない）
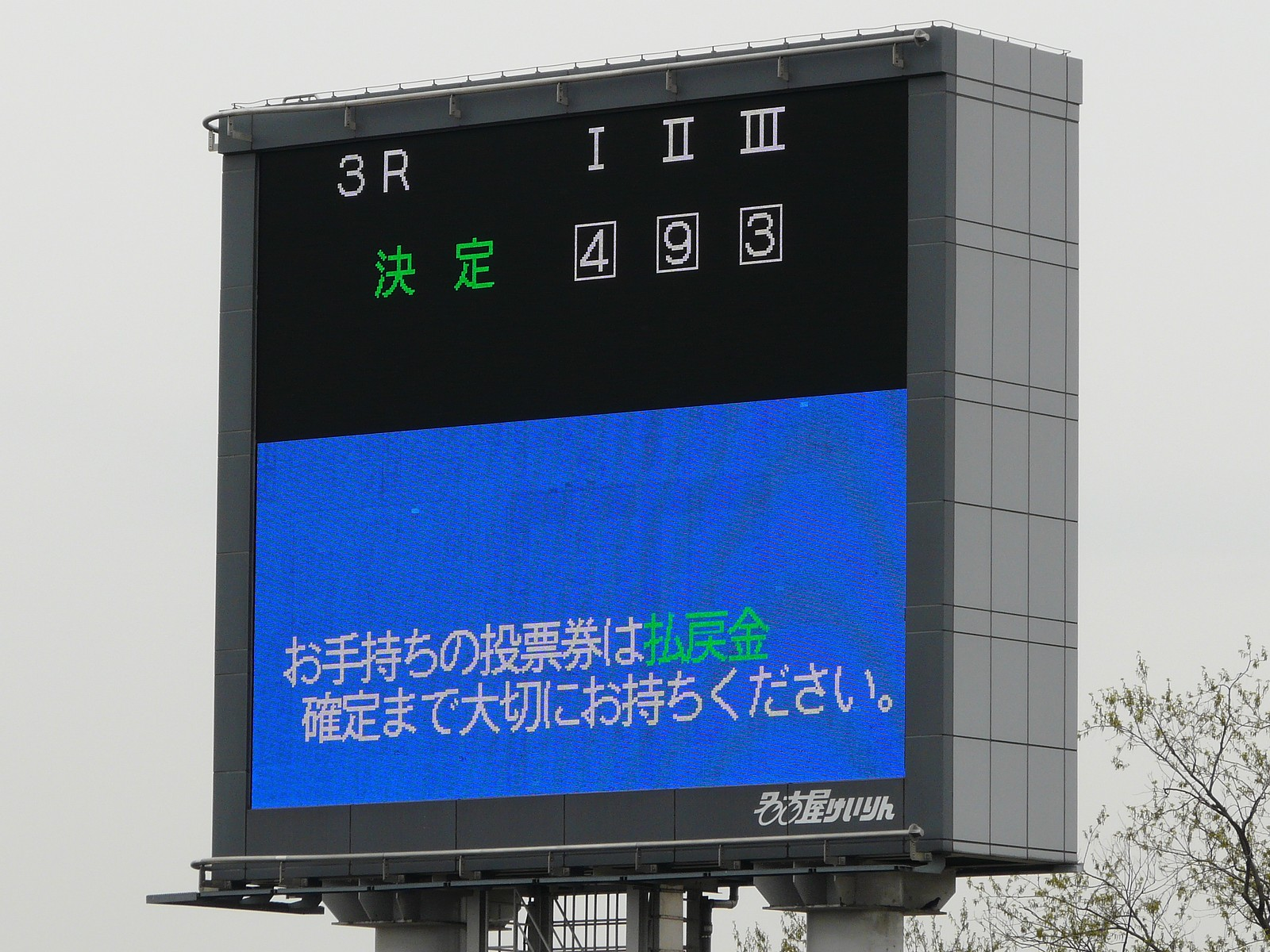
大画面映像装置

## 交通アクセス
- 名古屋市営地下鉄東山線・中村日赤駅もしくは中村公園駅下車、徒歩で約12分。
- 名古屋市営地下鉄東山線・本陣駅から無料送迎バスで約5分。
- 名古屋市営バス・豊国神社停留所もしくは中村公園北口停留所下車、徒歩で約5分。

## 場外車券売場
- サテライト一宮 - 一宮市（2015年4月より管理）
- サテライト岡崎 - 岡崎市（2025年5月29日より営業開始[15]）
  - サテライト名古屋（名古屋市中区）は、2024年3月24日をもって閉館[16][17]

## 歴代記念競輪優勝者
| 年        | 優勝者     | 登録地 |
| --------- | ---------- | ------ |
| 2002年    | 手島慶介   | 群馬   |
| 2003年    | 佐々木則幸 | 高知   |
| 2004年    | 小嶋敬二   | 石川   |
| 2006年    | 岡部芳幸   | 福島   |
| 2008年    | 渡邉晴智   | 静岡   |
| 2009年    | 木暮安由   | 群馬   |
| 2010年    | 加藤慎平   | 岐阜   |
| 2012年    | 吉田敏洋   | 愛知   |
| 2015年    | 神山拓弥   | 栃木   |
| 2018年3月 | 吉田敏洋   | 愛知   |
| 同年5月   | 渡邉雄太   | 静岡   |
| 2022年    | 眞杉匠     | 栃木   |
| 2023年    | 山口拳矢   | 岐阜   |
| 2025年    | 深谷知広   | 静岡   |
| 2027年    |            |        |

※ 1節4日間制開催となった、2002年4月以降の歴代記念競輪優勝者を列記。

### その他のG3
| 年     | 種別 | 開催名称                                       | 優勝者 | 登録地 |
| ------ | ---- | ---------------------------------------------- | ------ | ------ |
| 2026年 | G3   | 愛知・名古屋アジア・アジアパラ競技大会協賛競輪 |        |        |

## 事件
1965年7月19日 - 名古屋競輪2日目最終10レースで、選手6人の自転車が観客の投げ入れたクギ（長さ1cm程度の筋違いかすがい）を踏んで次々とパンク。競走途中でレースは不成立となった。これに怒った観客200人が審判長席や事務室に押し寄せたが、観客は同日午後8時ころまでに引き上げた。